# Habitatge a la plaça Major, 43 (Alcanar)
L'Habitatge a la plaça Major, 43 és una obra d'Alcanar (Montsià) inclosa a l'Inventari del Patrimoni Arquitectònic de Catalunya.

## Descripció
L'interessant d'aquest edifici és un rellotge de sol, força senzill, pintat al mur de l'habitatge que hi ha a la Plaça Major, núm. 43 -a mig camí entre el primer i el segon pis- vora el cantó de l'edifici.
Aquest rellotge és quadrat i està decorat a base d'ones pintades. Sobre la part on s'encasta la vareta que marca l'hora amb l'ombra, hi ha, també pintada, la inscripció "AÑO 1792". A la banda perimetral, a l'extrem de cada línia pintada, hi ha els nombres de l'hora a marcar -alguns esborrats abans de la restauració-. Per acolorir-lo s'han emprat el vermell, el blau i el groc.
L'edifici que li fa de suport és de tipus popular, amb planta, dos pisos, golfa i terrat al nivell superior. A la llinda presenta la data de 1881, referent possiblement a l'any d'alguna reforma efectuada.
Com ja hem comentat abans, hi hagué una restauració el 1991.